# بييتا (تيتيان)
بييتا هي لوحة زيتية رسمها تيتيان في عام 1575 - 1576، اللوحة حالياً ضمن مقتنيات معارض الأكاديمية  في البندقية.